# Livellario
Il livellario era il soggetto in cui favore veniva disposta la concessione del contratto agrario di livello. Il livello è un contratto agrario, diffuso dal Medioevo agli inizi dell'Ottocento, per il quale terreni agricoli, boschi e pascoli venivano concessi in godimento per un certo periodo di tempo a determinate condizioni. 
La parola deriva dal latino libellus (cioè libretto).
Generalmente si tratta di terreni ubicati prevalentemente in territori montani, impervi o giudicati inadatti a colture agricole e utilizzati per pascolo o per legnatico. 
Il livello veniva stipulato tra il proprietario (quasi sempre un nobile, oppure un monastero, una chiesa) e il livellario, che la maggior parte delle volte era rappresentato da un contadino.
Questi contratti erano utilizzati dal proprietario, spesso di classe nobile o ente ecclesiastico, per evitare il decadimento dei fondi e trarre beneficio economico da essi.
Il proprietario infatti, era spesso occupato in altre attività e per evitare il totale abbandono delle sue proprietà, stipulava accordi, all'epoca verbali, con i livellari, che a loro volta coltivavano il terreno e alla fine dell'annata agraria riconsegnavano i frutti al proprietario trattenendo una percentuale utile al loro sostentamento.
Questo tipo di contratto era molto utilizzato all'inizio del Cinquecento, quando l'avere accesso alla coltivazione di un fondo altrui era considerato una sicura fonte di sopravvivenza, essendo l'economia della classe meno abbiente quasi totalmente dedita all'agricoltura.
Il livellario può diventare proprietario del fondo condotto a livello attraverso una procedura chiamata affrancazione che, seguita da un atto notarile, conferisce la piena titolarità e disponibilità del fondo.
Questa procedura non è però obbligatoria, in quanto il livellario può pagare il canone annualmente alla scadenza dell'annata agraria.

## Calcolo del canone
Il canone di livello da pagare può essere calcolato in base alla destinazione urbanistica e consistenza del fondo:
1. livello su fondo agricolo: la normativa prevede che la misura del canone non può essere sproporzionata rispetto al valore di mercato del bene su cui grava il livello, ma che questo sia periodicamente aggiornato mediante l'applicazione di coefficienti di maggiorazione idonei a mantenere adeguata, con una ragionevole approssimazione, la corrispondenza all'effettiva realtà economica. (Corte Costituzionale sent. 406 del 7 aprile 1988 e sent. 143 del 23 maggio 1997). Proprio in relazione a queste sentenze è stato dichiarato illegittimo il metodo di calcolo che prendeva il reddito dominicale come valore di riferimento, proprio perché obsoleto e non più rispondente agli attuali parametri di mercato (es. Valore Agricolo Medio).
2. livello su fondo edificabile: il valore del canone di dette aree non può essere determinato sulla base delle enfiteusi rustiche per evitare operazioni speculative, ma a esso si deve pervenire applicando al valore dell'area considerata edificabile un equo saggio di rendimento (Consiglio di Stato parere n. 661/98 del 9 giugno 1998, Ministero delle finanze nota del 26 ottobre 2000, es. valore I.C.I.).
3. livello su fondo edificato: i fabbricati costruiti su terreni gravati da livello non possono essere considerati migliorie (Avvocatura dello Stato nota n. 8475 del 19.12.1991), l'attività di miglioria che è richiesta al livellario, deve ritenersi intrinsecamente connessa alla natura del fondo stesso; mentre esula completamente da ciò ogni attività di trasformazione edilizia (Consiglio di Stato parere n. 661/1998). Il fabbricato pertanto risulta acquisito per accessione dal concedente in quanto proprietario dell'area.